# Dreuil-lès-Amiens
Pour les articles homonymes, voir Dreuil, lès et Amiens.
Dreuil-lès-Amiens est une commune française située dans le département de la Somme en région Hauts-de-France.

## Géographie

### Localisation
Dreuil-lès-Amiens est un bourg picard de l'Amiénois.
Limitrophe d'Amiens et d'Ailly-sur-Somme, la commune est située à 20 km à l'ouest de Corbie et à 36 km au sud-est d'Abbeville, à vol d'oiseau.
Le territoire de la commune est limitrophe de ceux de cinq communes.
Les communes limitrophes sont  Ailly-sur-Somme, Amiens, Argœuves, Saint-Sauveur et Saveuse.

### Hydrographie

#### Réseau hydrographique
La commune est située dans le bassin Artois-Picardie. Elle est drainée par la Somme canalisée, le fossé de Picardie et divers marais.
Le canal de la Somme ocuupe la partie nord de la commune. Construit entre 1770 et 1827, et mis au gabarit Freycinet en 1880, il est long 170 km. Il débute à Saint-Simon où il touche au canal de Saint-Quentin et débouche dans la baie de Somme,,

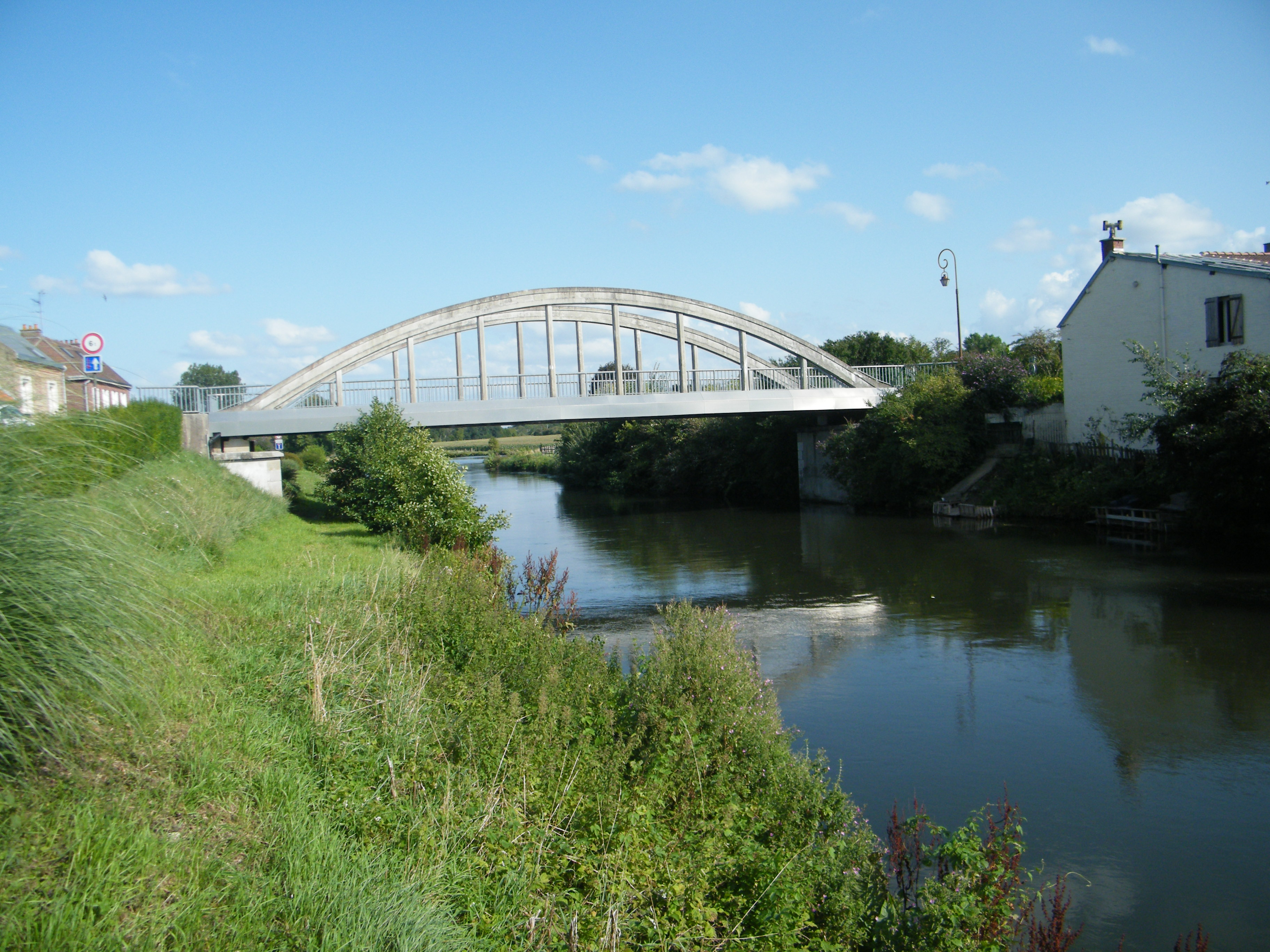
La Somme et le pont de Dreuil-lès-Amiens.
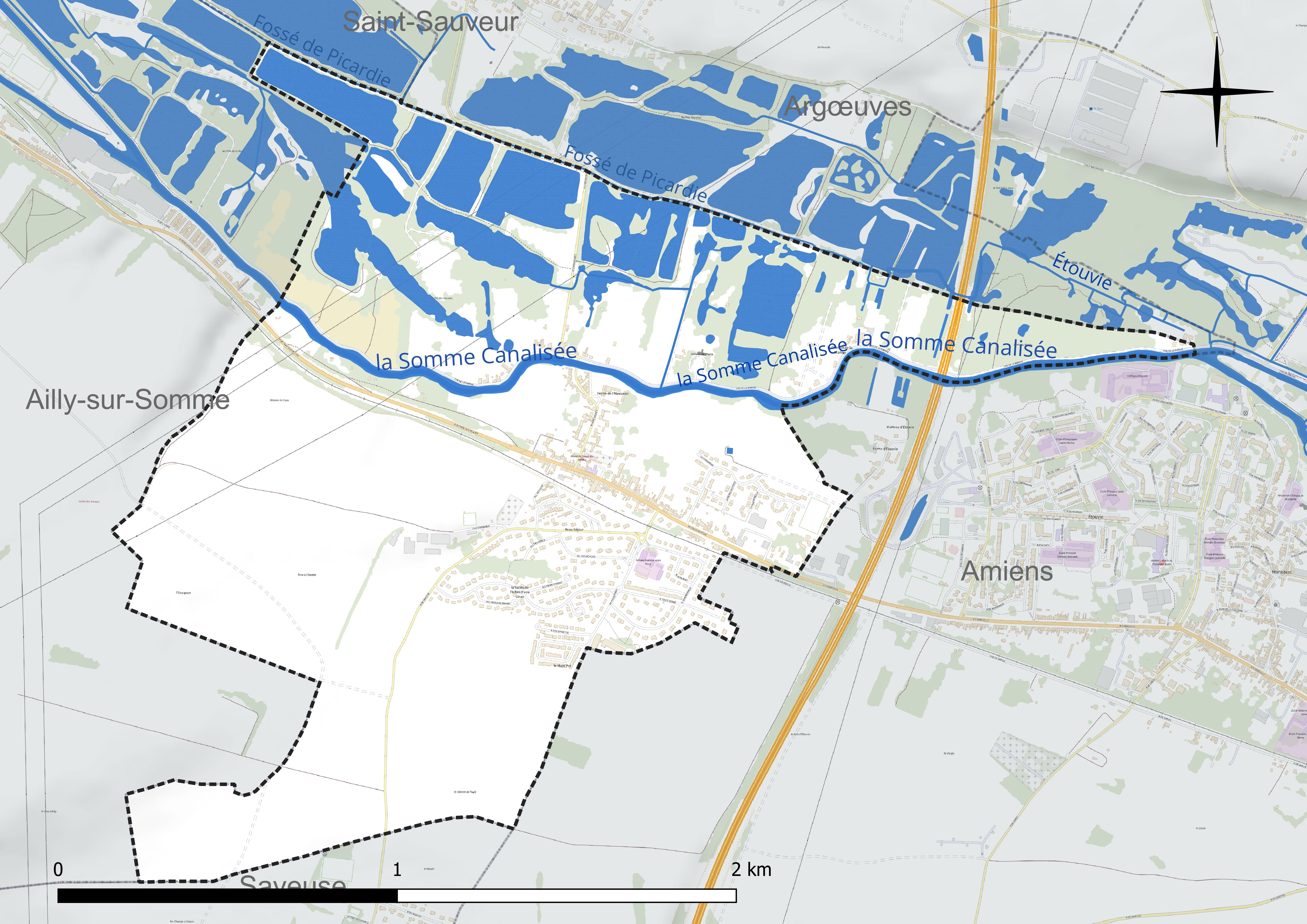
Réseau hydrographique de Dreuil-lès-Amiens.

#### Gestion et qualité des eaux
Le territoire communal est couvert par le schéma d'aménagement et de gestion des eaux (SAGE) « Somme aval et Cours d'eau côtiers ». Ce document de planification concerne un territoire de 1 835 km2 de superficie, délimité par le bassin versant de la Somme canalisée. Le périmètre a été arrêté le 29 avril 2010 et le SAGE proprement dit a été approuvé le 6 août 2019. La structure porteuse de l'élaboration et de la mise en œuvre est le syndicat mixte d'aménagement hydraulique du bassin versant de la Somme (AMEVA).
La qualité des cours d'eau peut être consultée sur un site dédié géré par les agences de l'eau et l'Agence française pour la biodiversité.

### Climat
Pour des articles plus généraux, voir Climat des Hauts-de-France et Climat de la Somme.
En 2010, le climat de la commune est de type climat océanique dégradé des plaines du Centre et du Nord, selon une étude du CNRS s'appuyant sur une série de données couvrant la période 1971-2000. En 2020, Météo-France publie une typologie des climats de la France métropolitaine dans laquelle la commune est exposée à un climat océanique et est dans une zone de transition entre les régions climatiques « Nord-est du bassin Parisien » et « Côtes de la Manche orientale ».
Pour la période 1971-2000, la température annuelle moyenne est de 10,7 °C, avec une amplitude thermique annuelle de 13,8 °C. Le cumul annuel moyen de précipitations est de 680 mm, avec 11,4 jours de précipitations en janvier et 8,1 jours en juillet. Pour la période 1991-2020, la température moyenne annuelle observée sur la station météorologique la plus proche, située sur la commune de Glisy à 13 km à vol d'oiseau, est de 11,1 °C et le cumul annuel moyen de précipitations est de 646,6 mm,. Pour l'avenir, les paramètres climatiques de la commune estimés pour 2050 selon différents scénarios d'émission de gaz à effet de serre sont consultables sur un site dédié publié par Météo-France en novembre 2022.

## Urbanisme

### Typologie
Au 1er janvier 2024, Dreuil-lès-Amiens est catégorisée ceinture urbaine, selon la nouvelle grille communale de densité à sept niveaux définie par l'Insee en 2022.
Elle appartient à l'unité urbaine d'Amiens, une agglomération intra-départementale regroupant onze  communes, dont elle est une commune de la banlieue,,. Par ailleurs la commune fait partie de l'aire d'attraction d'Amiens, dont elle est une commune de la couronne,. Cette aire, qui regroupe 369 communes, est catégorisée dans les aires de 200 000 à moins de 700 000 habitants,.

### Occupation des sols
L'occupation des sols de la commune, telle qu'elle ressort de la base de données européenne d'occupation biophysique des sols Corine Land Cover (CLC), est marquée par l'importance des territoires agricoles (65,9 % en 2018), en diminution par rapport à 1990 (69,5 %). La répartition détaillée en 2018 est la suivante : 
terres arables (37,5 %), zones agricoles hétérogènes (28,4 %), zones urbanisées (16,3 %), eaux continentales (15,2 %), forêts (2,5 %). L'évolution de l'occupation des sols de la commune et de ses infrastructures peut être observée sur les différentes représentations cartographiques du territoire : la carte de Cassini (XVIIIe siècle), la carte d'état-major (1820-1866) et les cartes ou photos aériennes de l'IGN pour la période actuelle (1950 à aujourd'hui).

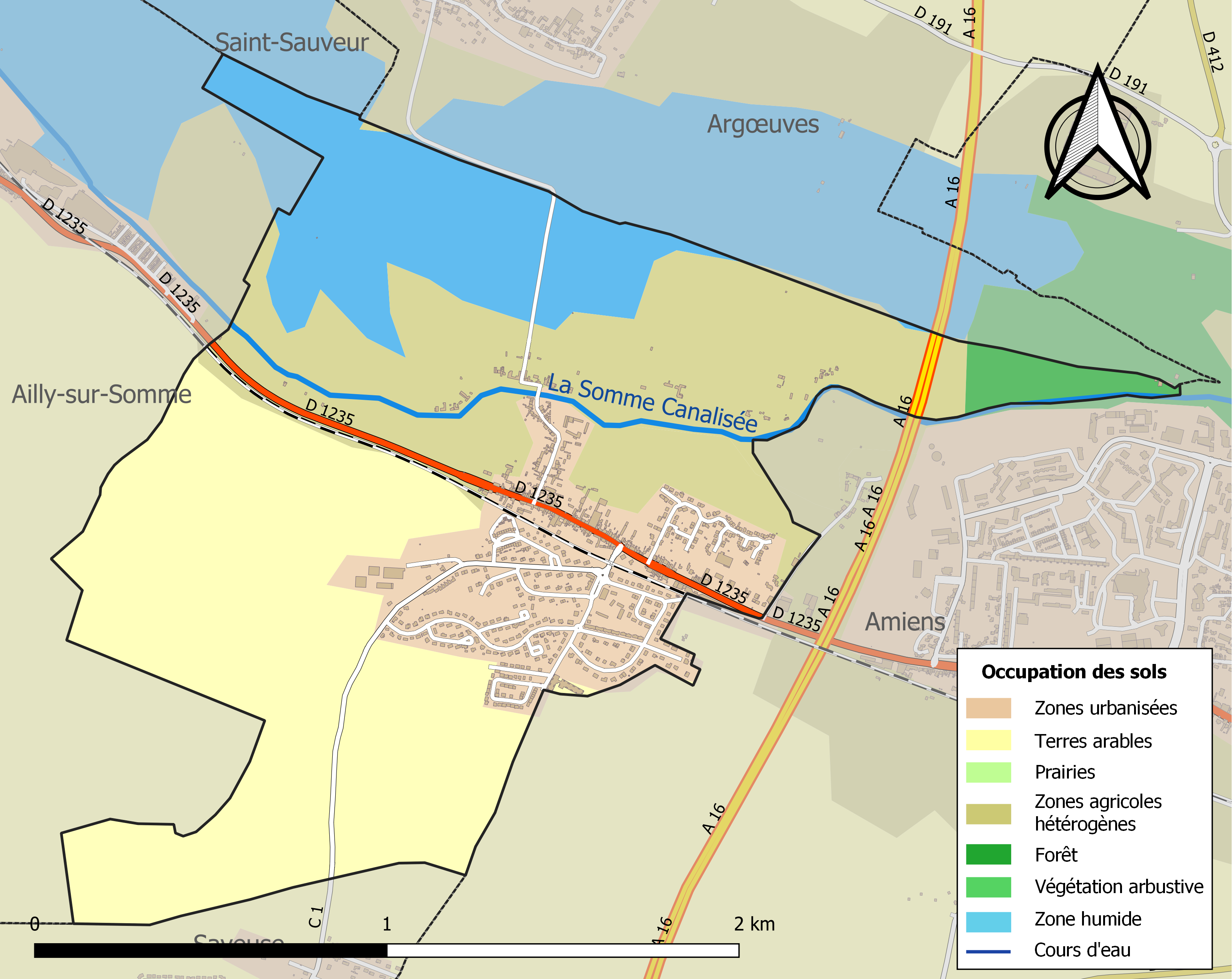
Carte des infrastructures et de l'occupation des sols de la commune en 2018 (CLC).

### Voies de communication et transports
L'agglomération est desservie par l'ex-route nationale 35, l'axe Abbeville-Amiens-Compiègne, qui constitue désormais la RD 1235. L'est de la commune est traversé par l'autoroute A16.
La gare de Dreuil-les-Amiens est desservie par la ligne P21 du réseau TER Hauts-de-France, cette ligne assure des liaisons ominbus entre Abbevile et Amiens, voire Albert. Au point de vue ferroviaire, la gare de Dreuil-lès-Amiens est une halte sur la ligne de Longueau à Boulogne-Ville qui dessert la commune.
La commune est desservie par la ligne 16 du réseau Ametis, tous les jours sauf le dimanche et jours fériés

Le Véloroute de la vallée de la Somme (ou V 30) passe par Dreuil-lès-Amiens.

## Toponymie
Les premiers textes concernant Dreuil sont datés de 1120, sous la forme latine Droilum en 1120, puis sous les formes Druolium en 1198 ; Druoil en 1219 ; Drueul versus Amb en 1301 ; Druœul en 1384 ; Drueul-les-Monstiers en 1416 ; Druelle en 1579 ; Druels vers Amiens en 1648 ; Drueuil en 1710 ; Dreuil en 1733 ; Drueuil-lès-Amiens en 1753 ; Dreuil-lès-Amiens en 1763 ; Dreuil-sur-Somme en 1781.
C'est un toponyme lié le plus souvent au chêne, du bas-latin *derulla issu du gaulois, équivalent picard de l'oïl drouil, druille « chêne noir à la l'écorce rugueuse, à la végétation tardive ».
La préposition « lès » permet de signifier la proximité d'un lieu géographique par rapport à un autre lieu. En règle générale, il s'agit d'une localité qui tient à se situer par rapport à une ville voisine plus grande. Par exemple, la commune de Dreuil indique qu'elle se situe près de Amiens.

## Histoire
Des silex taillés et des armes en bronze attestent d'une occupation des lieux aux temps préhistoriques.
Les restes d'une villa gallo-romaine ont été mis au jour dans la commune. Ils sont encore visibles au XVIIIe siècle.
En 1120, la seigneurie relève de celle d'Ailly-sur-Somme.
Le castel de Dreuil, propriété de la seigneurie d'Amiens, ainsi que le grenier à sel qui en dépend, sont détruits lors de la Révolution française. Leurs pierres servent à la construction de l'école.
Le village est desservi en 1847 par le chemin de fer, favorisant les déplacements des habitants et son développement.
Le pont de Dreuil est détruit par l'armée française lors de la guerre franco-allemande de 1870.

## Politique et administration

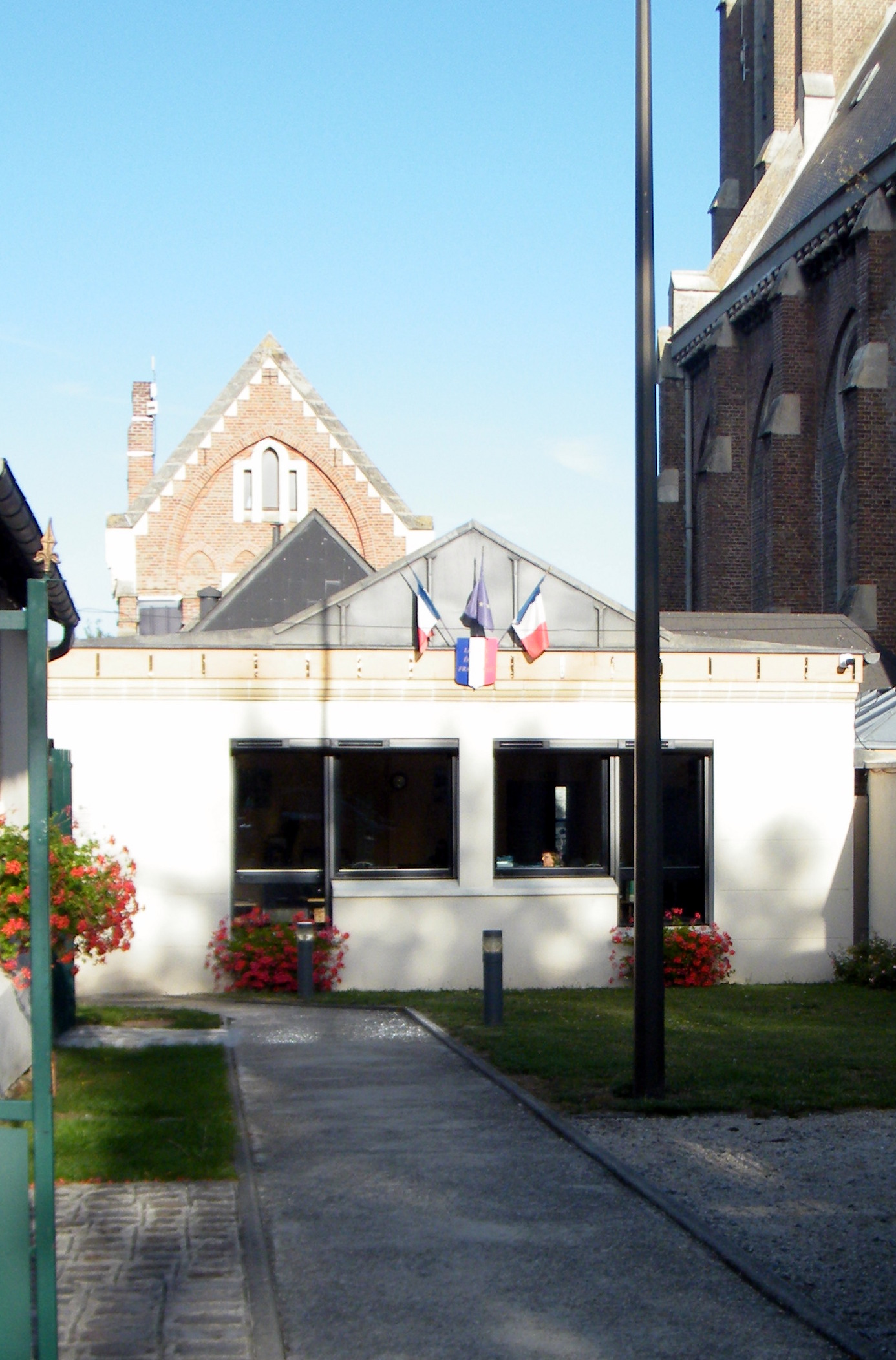
Accès à la mairie.

### Rattachements administratifs et électoraux
La commune se trouve dans l'arrondissement d'Amiens du département de la Somme. Pour l'élection des députés, elle fait partie depuis 2012 de la deuxième circonscription de la Somme.
Elle faisait partie de 1801 à 1973 du canton d'Amiens-4, année où elle intègre le Canton d'Amiens 1er (Ouest). Dans le cadre du redécoupage cantonal de 2014 en France, la commune intègre le canton d'Ailly-sur-Somme.

### Intercommunalité
La commune est membre de la communauté d'agglomération dénommée Amiens Métropole.

### Liste des maires
| Période                                  | Période                      | Identité         | Étiquette | Qualité                                                                |
| ---------------------------------------- | ---------------------------- | ---------------- | --------- | ---------------------------------------------------------------------- |
| Les données manquantes sont à compléter. |                              |                  |           |                                                                        |
| 1892                                     | 1912                         | Léon Caron       |           |                                                                        |
| Les données manquantes sont à compléter. |                              |                  |           |                                                                        |
| mars 2001                                | mai 2017                     | Michel Thiéfaine | DVD       | Mandat écourté par la démission de conseillers municipaux              |
| mai 2017,                                | En cours (au 8 octobre 2020) | Maria Trefcon    | DVG       | Secrétaire à l'Université de Picardie Réélue pour le mandat 2020-2026, |

### Distinctions et labels
- Ville fleurie : le label deux fleurs est attribué en 2007 par le Conseil des Villes et Villages Fleuris de France au Concours des villes et villages fleuris[34].

## Population et société

### Démographie
L'évolution du nombre d'habitants est connue à travers les recensements de la population effectués dans la commune depuis 1793. Pour les communes de moins de 10 000 habitants, une enquête de recensement portant sur toute la population est réalisée tous les cinq ans, les populations de référence des années intermédiaires étant quant à elles estimées par interpolation ou extrapolation. Pour la commune, le premier recensement exhaustif entrant dans le cadre du nouveau dispositif a été réalisé en 2006.

En 2022, la commune comptait 1 582 habitants, en évolution de −2,35 % par rapport à 2016 (Somme : −1,26 %, France hors Mayotte : +2,11 %).
| 1793 | 1800 | 1806 | 1821 | 1831 | 1836 | 1841 | 1846 | 1851 |
| ---- | ---- | ---- | ---- | ---- | ---- | ---- | ---- | ---- |
| 251  | 312  | 324  | 385  | 380  | 386  | 407  | 378  | 412  |

| 1856 | 1861 | 1866 | 1872 | 1876 | 1881 | 1886 | 1891 | 1896 |
| ---- | ---- | ---- | ---- | ---- | ---- | ---- | ---- | ---- |
| 430  | 441  | 423  | 401  | 410  | 411  | 401  | 437  | 436  |

| 1901 | 1906 | 1911 | 1921 | 1926 | 1931 | 1936 | 1946 | 1954 |
| ---- | ---- | ---- | ---- | ---- | ---- | ---- | ---- | ---- |
| 506  | 554  | 536  | 606  | 555  | 557  | 526  | 531  | 566  |

| 1962 | 1968 | 1975  | 1982  | 1990  | 1999  | 2006  | 2011  | 2016  |
| ---- | ---- | ----- | ----- | ----- | ----- | ----- | ----- | ----- |
| 569  | 602  | 1 077 | 1 408 | 1 613 | 1 476 | 1 290 | 1 278 | 1 620 |

| 2021  | 2022  | - | - | - | - | - | - | - |
| ----- | ----- | - | - | - | - | - | - | - |
| 1 601 | 1 582 | - | - | - | - | - | - | - |

### Enseignement
L'école Jules-Ferry relève d'un regroupement pédagogique concentré avec restauration scolaire et garderie. Les communes de Dreuil, Saveuse et Argœuves sont associées depuis juillet 2006 au sein d'un syndicat intercommunal scolaire, le SIRDAS.
La suite de la scolarité s'effectue au collège Édouard-Lucas d'Amiens.

### Sports
Des activités nautiques peuvent être pratiquées, notamment les sports de glisse, sur une base dédiée avec terrain de 25 hectares et parcours sur plan d'eau de 480 mètres.

## Culture locale et patrimoine

### Lieux et monuments
- Église Saint-Riquier[39],[40], construite en 1850-1860 par François Massenot, un élève de Viollet-le-Duc. L'église précédente datait du XVIe siècle[20],[41]

- Le menhir sur la place, un des plus gros connus dans la région.
- Monument aux morts.
- Le marais, apprécié pour la promenade et la pêche.

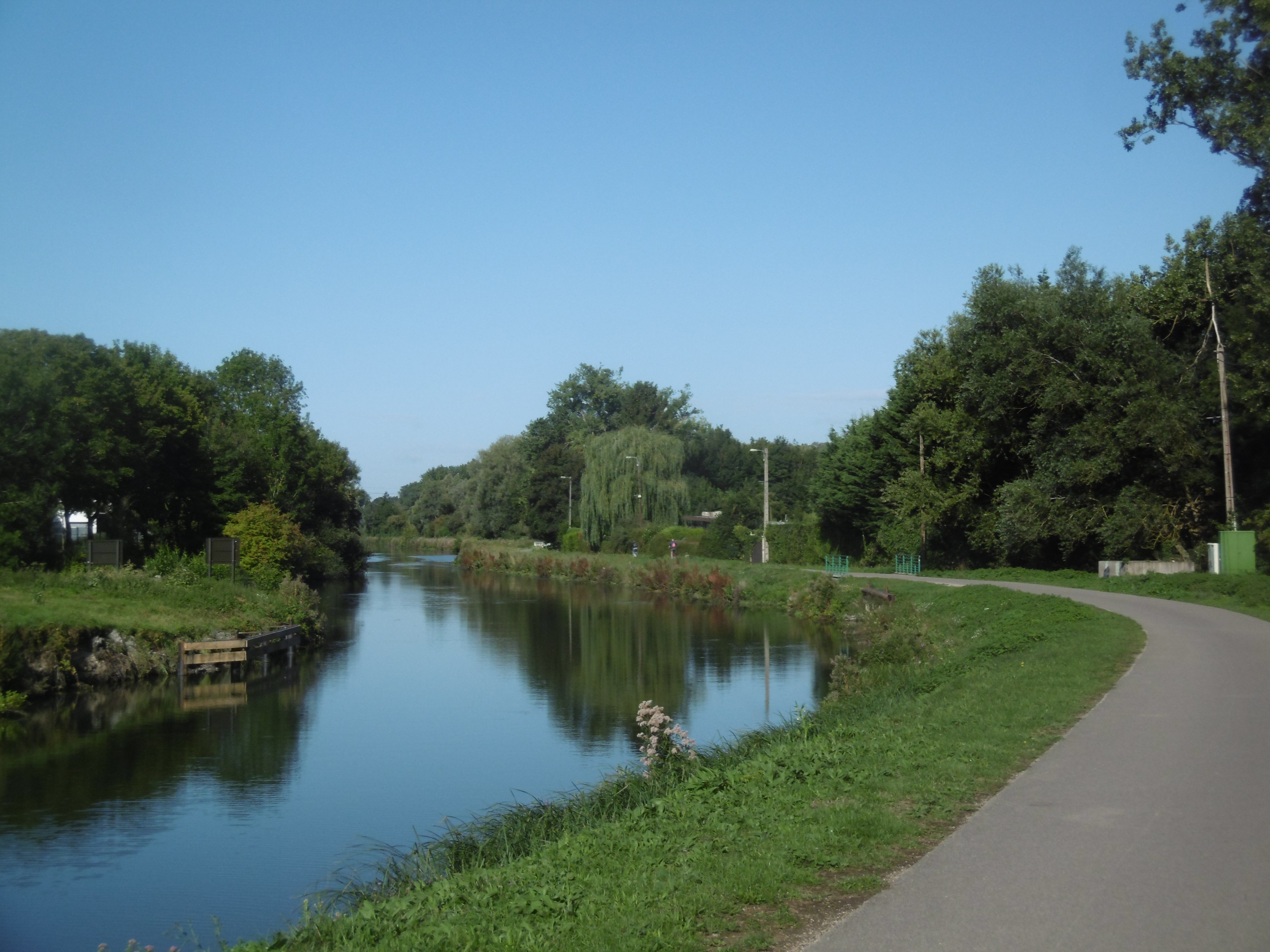
Véloroute le long de la Somme.
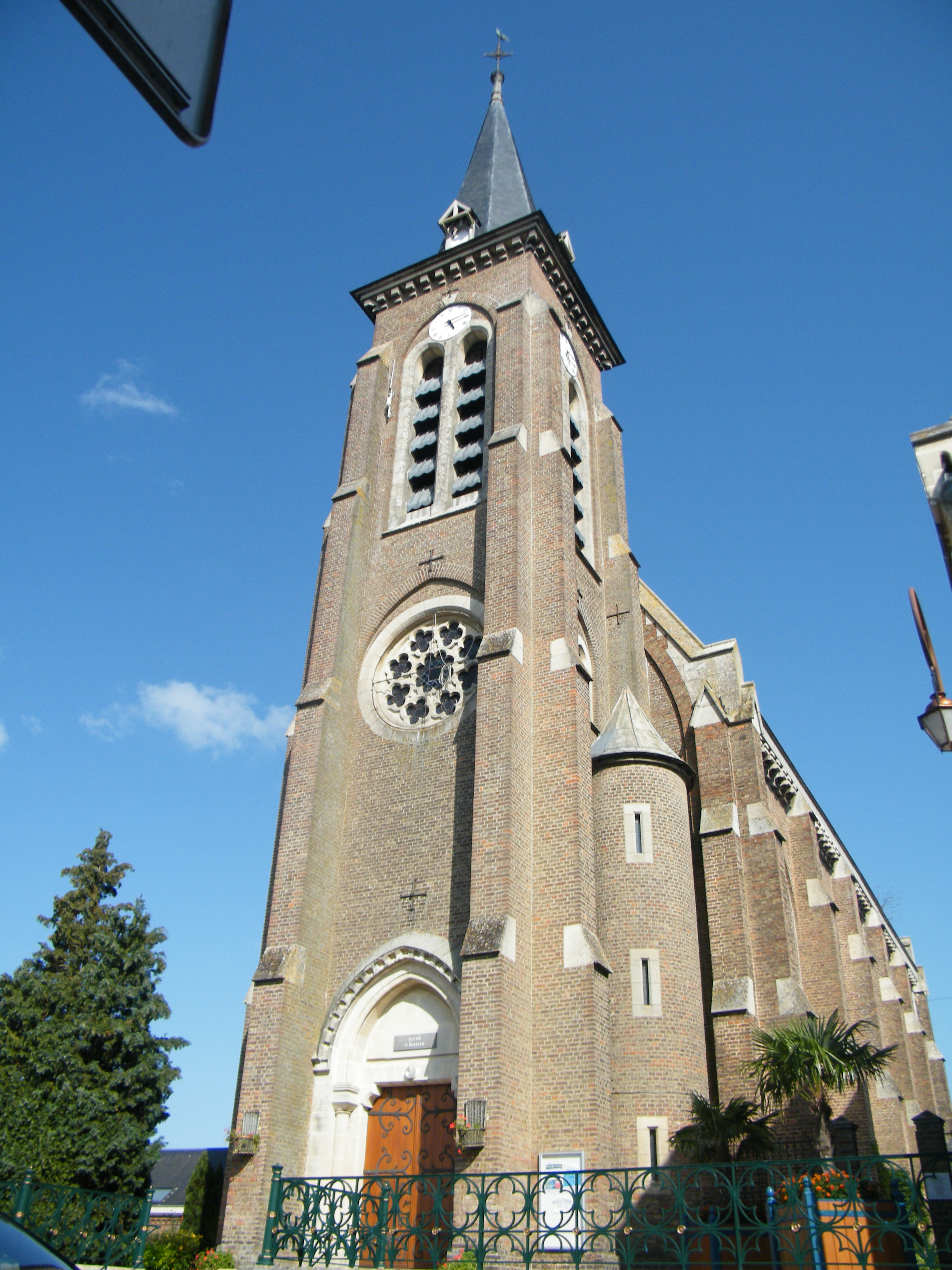
L'église.
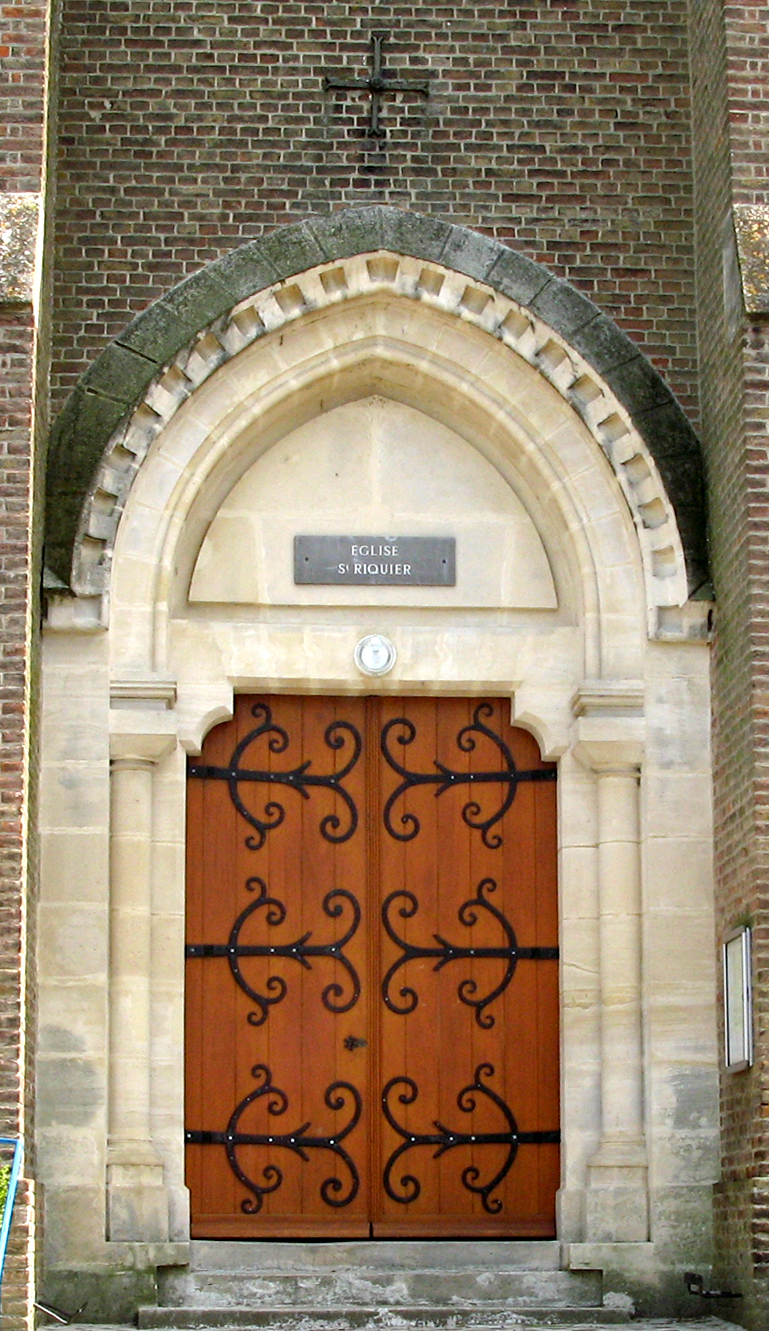
Portail de l'église.
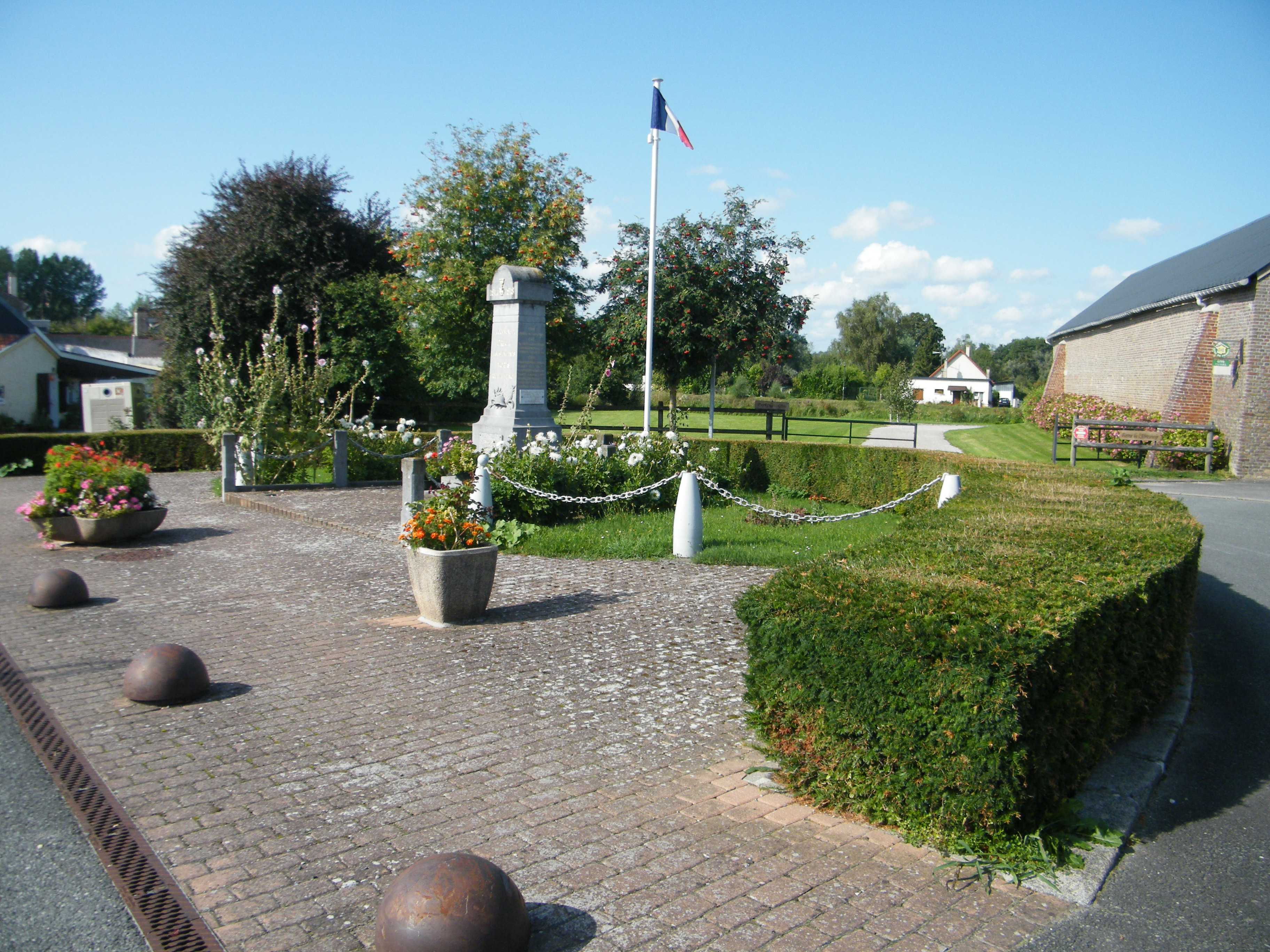
Monument aux morts.
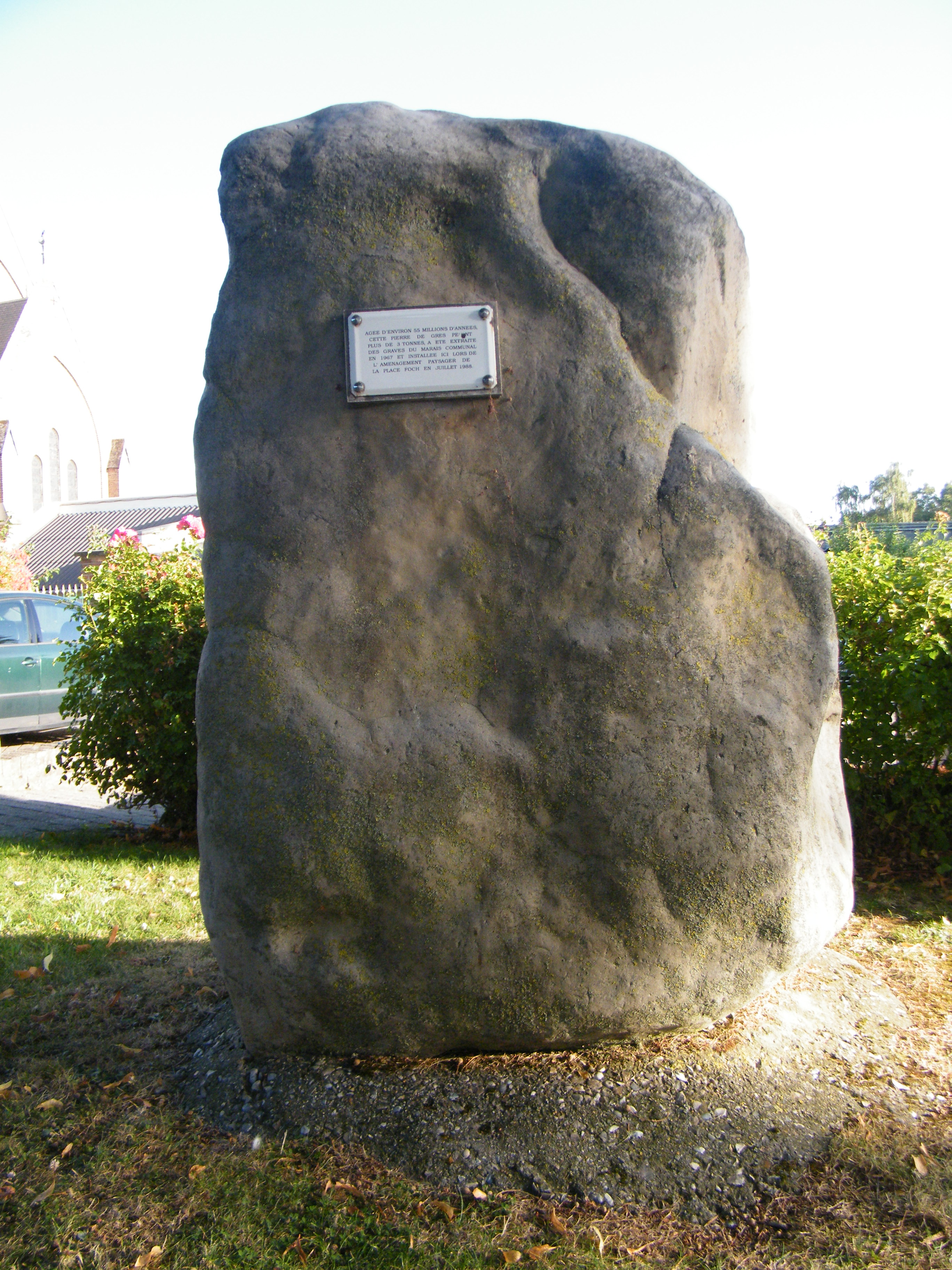
Menhir, sur la place.

### Personnalités liées à la commune
- Sylviane Carpentier, épouse Warembourg, née le 31 mars 1934 à Dreuil-lès-Amiens, Miss-France 1953.